# 什魯斯伯里主教座堂

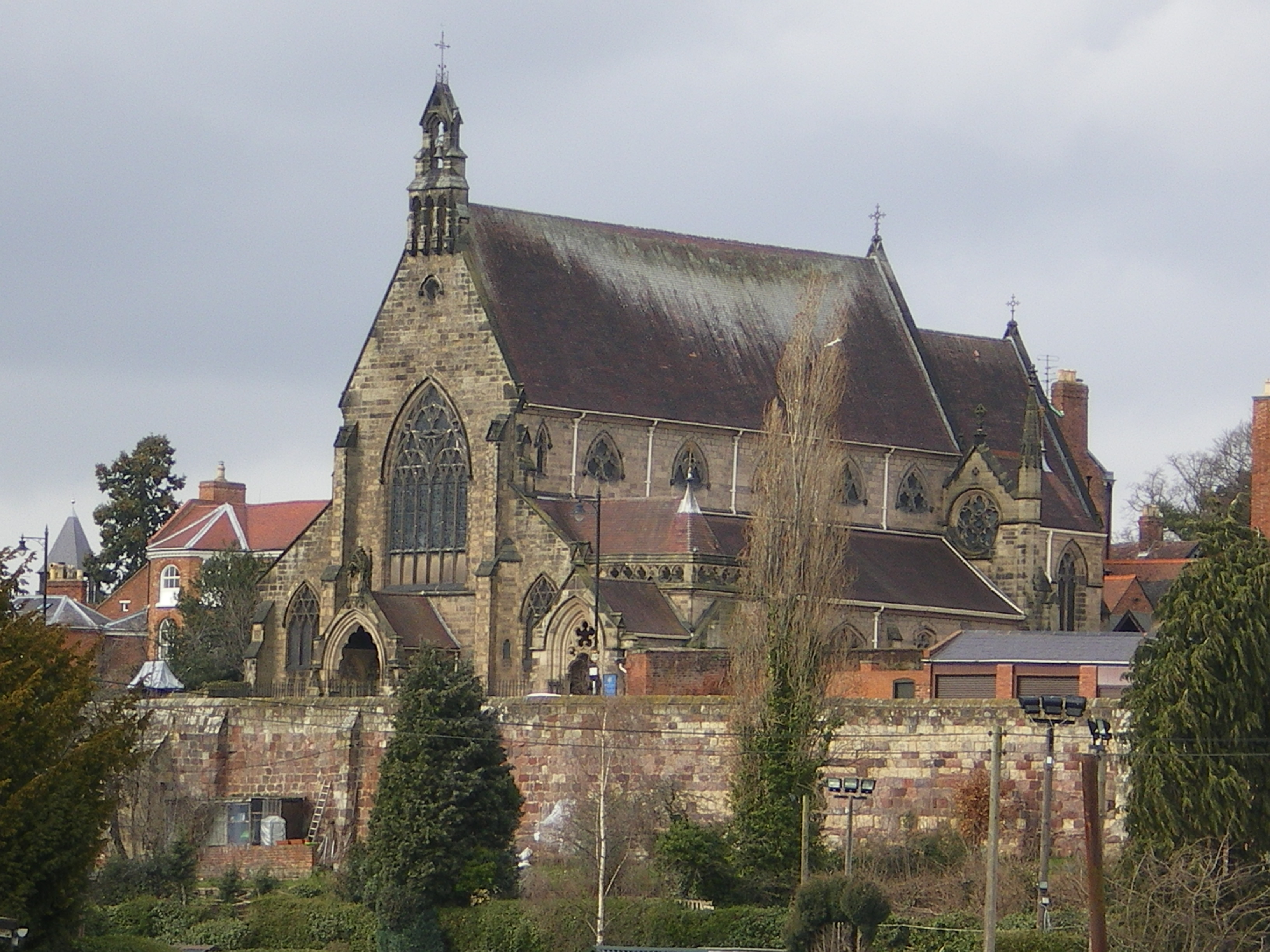

什魯斯伯里主教座堂（英語：Shrewsbury Cathedral）是位於英國英格蘭城市什魯斯伯里的一座天主教教堂，是天主教什魯斯伯里教區的主教座堂。建設教堂的提議始自1852年，教堂竣工於1856年。